# Šachtar Salihorsk
Šachtar Salihorsk je hokejový klub ze Salihorsku, který hraje Běloruskou hokejovou ligu. Klub byl založen roku 2009. Jejich domovským stadionem je Sportovní palác Salihorsk s kapacitou 1800 lidí. Klub patří mezi nováčky v ledním hokeji. Klub je hokejovou farmou týmu HK Dynamo Minsk z KHL. V týmu hraje 17 Bělorusů, 3 Ukrajinci, 2 Rusové, 1 Fin a 1 Lotyš. Od září 2012 za tým nastupuje i český útočník Tomáš Kůrka.

## Přípravná utkání v České republice před sezónou 2012/2013
Šachtar Salihorsk sehrál několik přípravných utkání před sezónou 2012/2013 v České republice. Nejprve porazil 7.8.2012 HC Verva Litvínov 4:1. 9.8. pak měli změřit síly s HC Vlci Jablonec nad Nisou, k utkání ale kvůli zaměnění Jablonce za Chomutov k velké nelibosti jabloneckých nedorazili . 10.8. 2012 pak Šachtar Salihorsk podlehl týmu HC Stadion Litoměřice 3:2 po samostatných nájezdech.

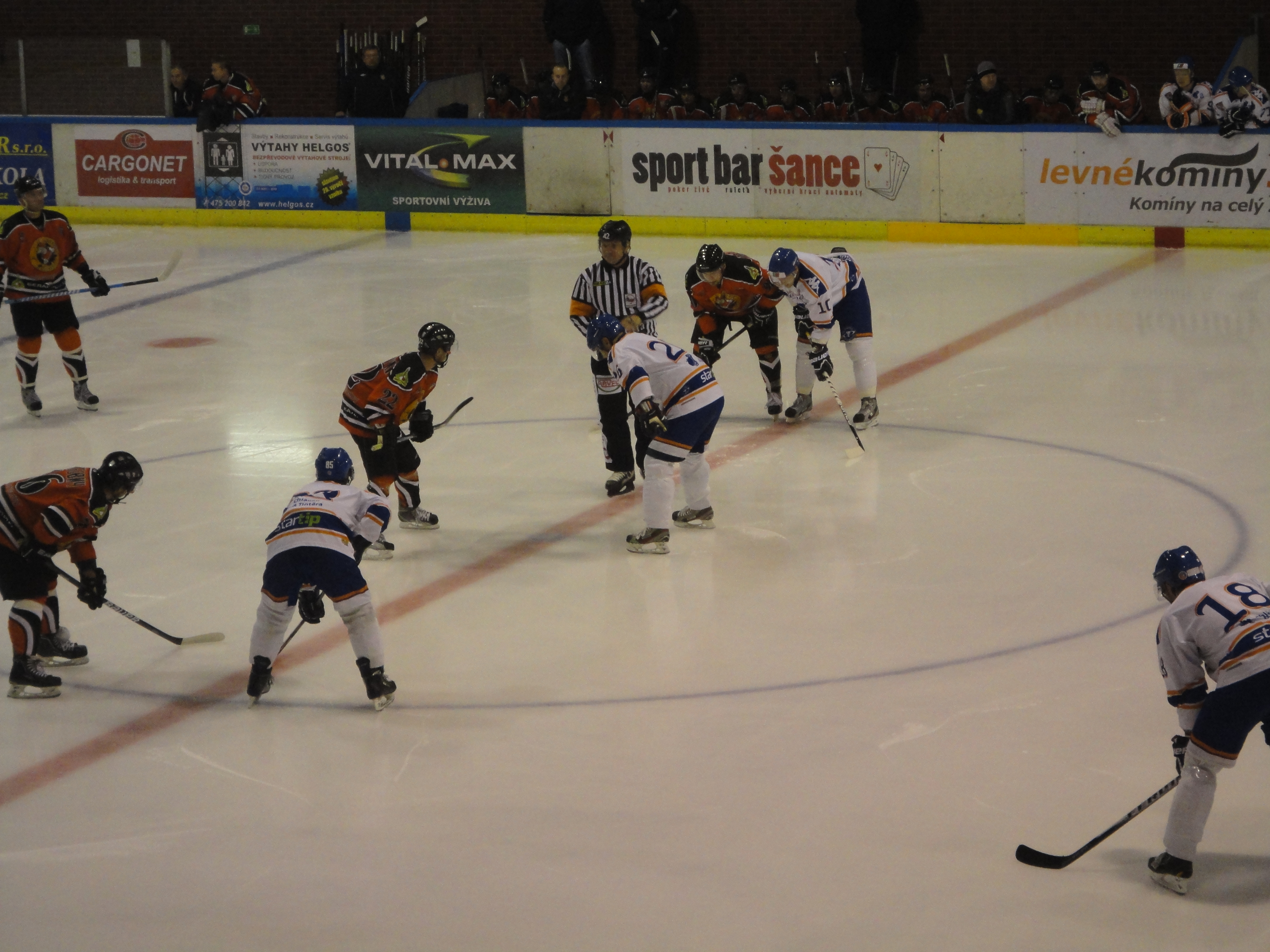
Šachtar Salihorsk (v oranžovém) v utkání proti HC Stadion Litoměřice